# Dauwnetel
De dauwnetel (Galeopsis speciosa) is een eenjarige plant die behoort tot de lipbloemenfamilie (Lamiaceae). Het is een plant van vochtige, voedselrijke grond in bermen, langs sloten, houtwallen, bosranden en op bouwland tussen het wintergraan. De plant komt van nature voor in Eurazië.
De plant wordt 0,6-1,5 m hoog. De vierkantige stengel is op de knopen verdikt en onder de knopen borstelig behaard. De naar beneden gebogen haren zitten op een verhoging. De getande bladeren zijn eirond tot langwerpig en hebben een versmalde of afgeronde voet.
De dauwnetel bloeit van juni tot de herfst. De bloemkroon is 2,3-3,4 cm lang en de lichtgele bloembuis is twee tot drie keer zo lang als de kelk. De bovenlip van de bloem is geel en de onderlip zwavelgeel. De middenslip van de onderlip heeft een violette top met een wit randje. De zijslippen zijn aan de toppen wit. De helmknoppen zijn paars. De bloeiwijze is een dichte schijnkrans.
De vrucht is een vierdelige splitvrucht.

## Namen in andere talen
- Duits: Bunter Hohlzahn
- Engels: Large-flowered hemp-nettle
- Frans: Galéopsis bigarée

## Afbeeldingen

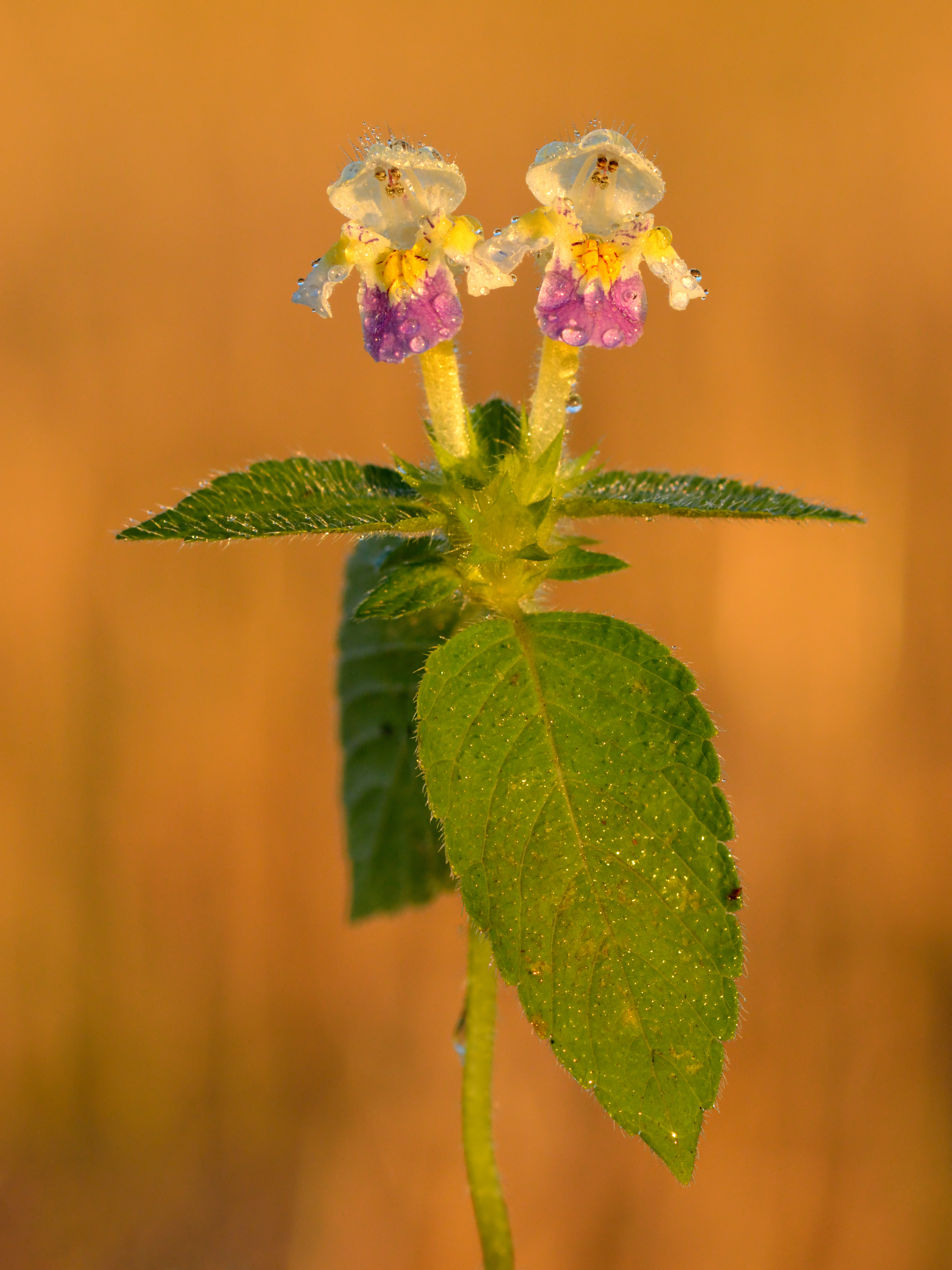
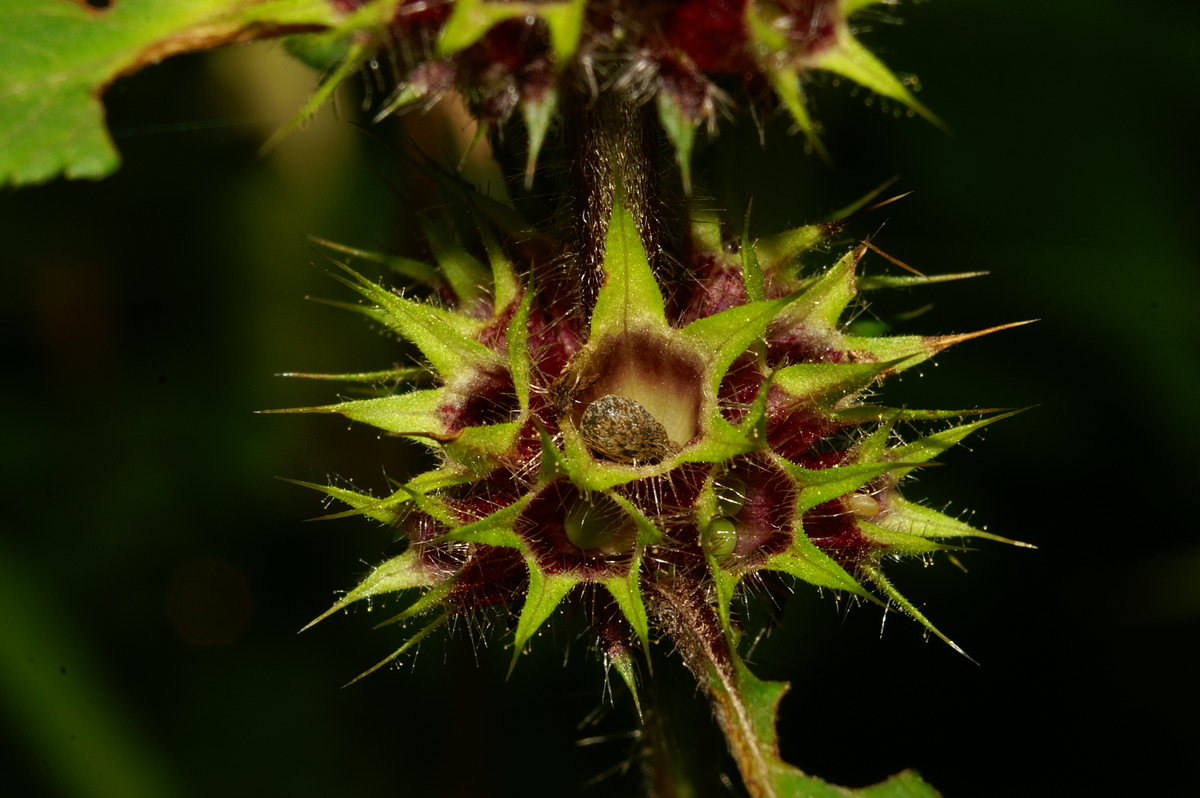
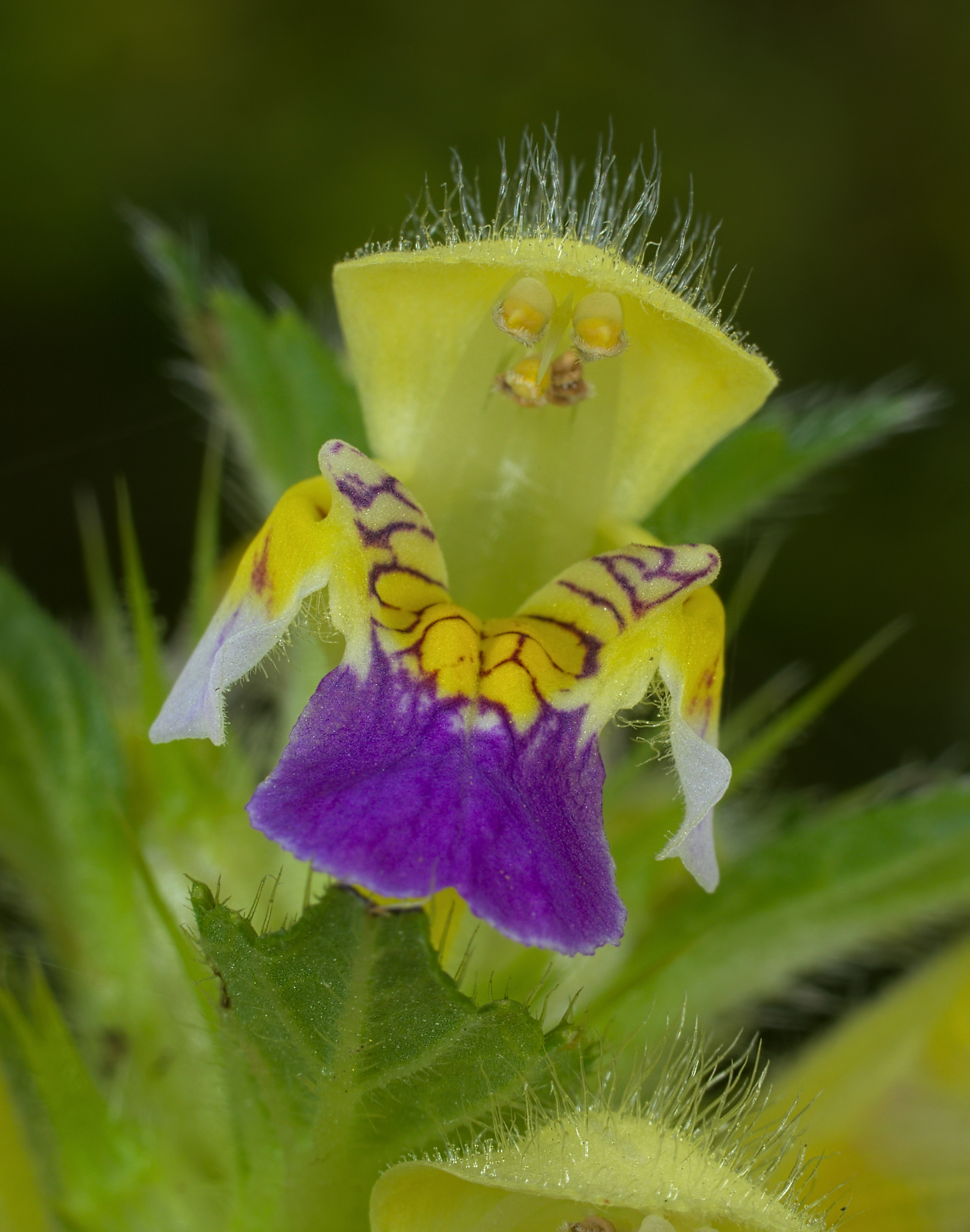